# Culicoides simulans
Culicoides simulans är en tvåvingeart som beskrevs av Vimmer 1932. Culicoides simulans ingår i släktet Culicoides och familjen svidknott.
Artens utbredningsområde är Israel. Inga underarter finns listade i Catalogue of Life.